# Palaeohyphantes
Palaeohyphantes is een geslacht van spinnen uit de familie hangmatspinnen (Linyphiidae).

## Soorten
De volgende soorten zijn bij het geslacht ingedeeld:
- Palaeohyphantes simplicipalpis (Wunderlich, 1976)